# Gagowy Stare
Gagowy Stare (do końca 2017 roku Stare Gagowy) – wieś w Polsce położona w województwie kujawsko-pomorskim, w powiecie włocławskim, w gminie Lubień Kujawski, przy drodze krajowej nr 91.
W latach 1975–1998 miejscowość administracyjnie należała do województwa włocławskiego. Według Narodowego Spisu Powszechnego (III 2011 r.) liczyła 164 mieszkańców. Jest czternastą co do wielkości miejscowością gminy Lubień Kujawski.